# PNS Hameed
PNS Hameed (Urdu پی این ایس حمید کی) ist eine Küstenfunkstelle der pakistanischen Marine nahe Karatschi in der südlichen Provinz Sindh. Die Station wurde im November 2016 eröffnet und ist unter anderem mit einem Längstwellensender zur U-Boot-Kommunikation ausgestattet. Die Station kann pakistanische U-Boote bis zu einer Tauchtiefe von 20 Metern erreichen. Sie wurde nach Lieutenant Commander Pervaiz Hameed Shaheed benannt, einem ehemaligen Executive Officer der PNS Ghazi, des ersten Jagd-U-Boots der pakistanischen Marine.
Die Station wurde auch vor dem Hintergrund des Ausbaus der pakistanischen Marine errichtet. Das Land orderte acht außenluftunabhäng angetriebene U-Boote aus chinesischer Produktion, die von 2022[veraltet] bis 2028 ausgeliefert werden sollen. Ziel ist es, eine der größten U-Boot-Flotten in der Arabischen See und dem Indischen Ozean aufzubauen.